# Tennessee Army National Guard
La Tennessee  Army National Guard è una componente della Riserva militare della Tennessee  National Guard, inquadrata sotto la U.S. National Guard. Il suo quartier generale è situato presso la città di Memphis.

## Organizzazione
Attualmente, al 1 Gennaio 2018, sono attivi i seguenti reparti :

### Joint Forces Headquarters
- JFHQ, Army Element
- Medical Detachment
- Recruiting & Retention Battalion - Smyrna

### 194th Engineer Brigade
- Headquarters & Headquarters Company - Jackson
- 117th Military Police Battalion
  - Headquarters & Headquarters Detachment - Athens
  -  252nd Military Police Company (-) - Cleveland
    - Detachment 1 - Oneida

  -  253rd Military Police Company (-) - Lenoir City
  -  269th Military Police Company - Murfreesboro
    - Detachment 1 - Bristol
- 168th Military Police Battalion
  - Headquarters & Headquarters Detachment - Dyersburg
  -  268th Military Police Company (-) - Ripley
    - Detachment 1 - Alamo

  -  251st Military Police Company (-) - Lexington
    - Detachment 1 - Bolivar

  -  267th Military Police Company (-) - Dickson
- 230th Engineer Battalion
  -  Headquarters & Headquarters Company - Trenton
  -  Forward Support Company - Trenton
  -  190th Engineer Company (-) (Mobile Augmentation) - Mckenzie
    - Detachment 1 - Jefferson City

  -  212th Engineer Company (-) (Vertical Construction) - Paris
    - Detachment 1 - Camden

  -  890th Engineer Company (Sapper) - Huntingdon
  -  913th Engineer Company (Horizontal Construction) - Union City
  - 255th Engineer Detachment - Tennessee Ridge
  - 774th Engineer Detachment - Trenton
- 775th Engineer Detachment (Well Drilling) - Jackson

### 35th Infantry Division Sustainment Brigade
- Headquarters & Headquarters Company (-) - Chattanooga
  - Detachment 1
- Special Troops Battalion
  -  Headquarters & Headquarters Company
  -  155th Signal Network Company - Memphis
  - 105th Personnel Company
  - 1128th Financial Management Support Detachment - Nashville
  - 1129th Financial Detachment - Nashville
  - 1130th Financial Management Support Detachment - Nashville
- 169th Division Sustainment Support Battalion, Kansas Army National Guard
  -  Company A (ex 730th Quartermaster Company) (-) - Memphis
    - Detachment 1 - Erwin
- 30th Combat Sustainment Support Battalion
  -  Headquarters & Headquarters Company - Humboldt
  -  1172nd Transportation Company (Medium Truck) (-) - Memphis
    - Detachment 1

  -  1175th Transportation Company (-) (Heavy Equipment Transoprt) - Tullahoma - Equipaggiata con 96 HET con semi-rimorchio
    - Detachment 1 - Brownsville
    - Detachment 2 - Jacksboro

  -  771st Maintenance Company (-) - Centerville
    - Detachment 1 - Hohenwald
- 176th Combat Sustainment Support Battalion
  -  Headquarters & Headquarters Company - Johnson City
  -  1176th Transportation Company (-) (Light-Medium Truck) - Smyrna - Equipaggiata con 50 FMTV, 25 semi-rimorchi e 10 M-1088
    - Detachment 1 - Jacksboro

  -  776th Maintenance Company (-) - Elizabethtown
    - Detachment 1 - Mountain City

  -  777th Maintenance Company (-) - Smyrna
    - Detachment 1 - Sparta
- 1st Battalion, 181st Field Artillery Regiment (HIMARS), sotto il controllo operativo della 142nd Field Artillery Brigade, Arkansas Army National Guard
  -  Headquarters & Headquarters Battery - Chattanooga
  -  Battery A - Lawrenceburg
  -  Battery B (-) - Pulaski
    - Detatchment 1 - Fayetteville

  -  181st Forward Support Company (-) - Athens
    - Detachment 1 - Dayton

### 30st Troop Command
- Headquarters & Headquarters Company - Tullahoma
- 301st Troop Command Battalion
  -  Headquarters & Headquarters Company - Nashville
  -  230th Signal Company (TIN-E) - Nashville
  - 118th Mobile Public Affairs Detachment
  - 129th Army Band
  - 1957th Support Detachment
  -  208th Area Support Medical Company
- Detachment 2, 175th Cyber Protection Team - Nashville
- Aviation Support Facility #1 - Smyrna
- Aviation Support Facility #2 - McGhee Tyson ANGB, Louisville
- Aviation Support Facility #3 - Jackson
- 1st Battalion, 107th Aviation Regiment (Airfield Operations)
  -  Headquarters & Headquarters Company - Smyrna
  -  Airfield Management Element
  -  Company A (ATS)
- 1st Battalion, 230th Aviation Regiment (Assault Helicopter), sotto il controllo operativo della 28th Expeditionary Combat Aviation Brigade, Pennsylvania Army National Guard
  -  Headquarters & Headquarters Company  - Smyrna
  -  Company A - Jackson - Equipaggiata con 10 UH-60L 
  -  Company B - Equipaggiata con 10 UH-60L 
  - Company C - Pennsylvania Army National Guard
  -  Company D (-) (AVUM)
    - Detachment 2 - Jackson

  -  Company E (-) (Forward Support)
    - Detachment 2 - Jackson

  - Detachment 1, Company C, 2nd Battalion, 151st Aviation Regiment - Equipaggiato con 4 UH-72A 
  - Detachment 1, Company G (MEDEVAC), 1st Battalion, 111th Aviation Regiment - Equipaggiato con 3 HH-60L 
    - Detachment 6, Company D (AVUM), 1st Battalion, 111th Aviation Regiment
    - Detachment 7, Company E (Forward Support), 1st Battalion, 111th Aviation Regiment

  - Detachment 1, Company C (MEDEVAC), 2nd Battalion, 135th Aviation Regiment - McGhee Tyson ANGB - Equipaggiato con 6 HH-60L 
    - Detachment 3, Company D (AVUM), 2nd Battalion, 135th Aviation Regiment - McGhee Tyson ANGB
    - Detachment 3, Company E (Forward Support), 2nd Battalion, 135th Aviation Regiment - McGhee Tyson ANGB
- Detachment 6, Company A, 2nd Battalion, 641st Aviation Regiment (Theater) - Equipaggiato con 1 C-12
- Detachment 25, Operational Support Command
- Detachment 3, Company B (AVIM), 628th Aviation Support Battalion

### 278th Armored Cavalry Regiment
- Headquarters & Headquarters Troop - Knoxville
- 1st Squadron, 278th Armored Cavalry Regiment
  -  Headquarters & Headquarters Troop (-) - Henderson 
    - Detachment 1 - Selmer

  -  Troop A (-) (Tank) - Milan 
    - Detachment 1 - Waynesboro

  -  Troop B (-) (Tank) - Ashland City 
    - Detachment 1 - Springfield

  -  Troop C - Clarksville
- 2nd Squadron, 278th Armored Cavalry Regiment
  -  Headquarters & Headquarters Troop (-) - Cookeville 
    - Detachment 1 - Gallatin

  -  Troop E (-)  - Jamestown 
    - Detachment 1 - Livingston

  -  Troop F - McMinnsville 
  -  Troop G (Tank) - Crossville
- 3rd Squadron, 278th Armored Cavalry Regiment - Texas Army National Guard
- 4th Squadron, 278th Armored Cavalry Regiment (RSTA)
  -  Headquarters & Headquarters Troop - Mount Carmel 
  -  Troop N - Sweetwater 
  -  Troop O - Newport 
  -  Troop P - Greeneville 
  -  Troop Q (Tank) - Rockwood
- Regimental Support Squadron
  -  Headquarters & Headquarters Troop - Columbia
  -  Troop A (-) (DISTRO) - Lobelville
    - Detachment 1 - New Tazewell

  -  Troop B (Maint) - Centerville
  -  Troop C (MED) - Louisville
  -  Troop D (-) (Forward Support) (aggregata al 4th Squadron, 278th Armored Cavalry Regiment) - Clinton
    - Detachment 1 - Rogersville

  -  Troop E (-) (Forward Support) (aggregata al Regimental Engineer Squadron) - Smyrna
    - Detachment 1- Gordonsville

  -  Troop F (-) (Forward Support) (aggregata al Regimental Fires Squadron) - Lewisburg
    - Detachment 1 - Shelbyville

  -  Troop G (-) (Forward Support) (aggregata al 1st Squadron, 278th Armored Cavalry Regiment) - Humboldt
    - Detachment 1 - Parsons
    - Troop H (Forward Support) - Texas Army National Guard

  -  Troop I (-) (Forward Support) (aggregata al 2nd Squadron, 278th Armored Cavalry Regiment) - Lafayette
    - Detachment 1 - Gordonsville
- Regimental Fires Squadron
  -  Headquarters & Headquarters Battery - Winchester
  -  Battery A (-) - Maryville
    - Detachment 1 - Pigeon Forge

  -  Battery B - Covington
  -  Battery C - Sparta
- Regimental Engineer Squadron
  -  Headquarters & Headquarters Troop - Lebanon
  -  Troop A (Regimental Engineer) (-) - Dunlap
    - Detachment 1 - Monteagle

  -  Troop B (Regimental Engineer) - Russellville
  -  Troop C (Regimental Signal) - Knoxville
  -  Troop D (-) (Regimental Military Intelligence) - Nashville
    - Detachment 1 (TUAS) - Maryland Army National Guard